# リディアン・クロマティック・コンセプト
リディアン・クロマティック・コンセプト（Lydian Chromatic Concept）は、アメリカの音楽大学ニューイングランド音楽院教授のジョージ・ラッセルが提唱した和声の音楽理論。彼の著作である理論書『Lydian Chromatic Concept of Tonal Organization』がその詳細についてのテキストとなっている。

## 概要
現在のジャズやポップス、現代音楽などの概念に多くの影響を与えた。
リディアン・クロマティック・コンセプト（以下LCC）は、1940年代中頃から、若きマイルス・デイヴィスとのやり取りの中にあった「全てのサウンドのChangeを知りたい」という言葉も切っ掛けになり、ジョージ・ラッセルにより考案される。1953年に『Lydian Chromatic Concept of Tonal Organization』初版が発行。
ジャズの基本理念から生まれた音楽理論であり、ホリゾンタル（水平的）、およびバーティカル（垂直的）な音の捉え方をし、現代のすべての音楽に対応、分析解説する手段であり、発想の源になりうる概念として高く評価される。日本語版の翻訳は布施明仁の手によるが、田野城寿男のアパートにて行われた。
もっともはやく翻訳作業に着手したのは武満徹である。

## 哲学
LCCが高く評価された要因のひとつに、考案者であるジョージ・ラッセルが説いた哲学がある。以下引用。
「アイデンティティー（独自性）の確立。人類の歴史に於ける、マジョリティを肯定し、マイノリティを否定する国際状況に対し、警告するとともに、中世以前に於ける、個々の民族の存在を互いに尊重しあい、確立していた社会に戻すことを、音の世界に於いて推進していく」。

## 名の由来
この概念を考案する切っ掛けになった、リディアン・スケールから、五線譜表記に於いて、一般的に最も細分化されたクロマティック・スケールまでの中に含まれる、全ての音階、ハーモニーを包括していることを表している。
何故にリディアン・スケールなのかという理由は幾つかあれども、最も重要なのが、中世に於けるグレゴリオ音階で最も使われた「モード」から、純正律と平均律の音律の関係により、リディアン・スケールが浮かび上がるからである。

## ジョージ・ラッセルについて
LCCの考案者ジョージ・ラッセル（1923年6月23日 - 2009年7月27日）はオハイオ州・シンシナティで育ち、幼少の頃は教会の聖歌隊で歌っていた。音楽教育者である父のもと、オハイオ州で鳴っていたビッグバンドの音楽に囲まれて育つ。ボーイスカウトにて、ドラムを始める。後に、ベニー・カーターのバンドでドラムを叩いていたが、マックス・ローチが現れ、ドラマーを辞める決意をする。「マックスはドラマーの全てを持っていた」と、ラッセルは語っていた。1947年にディジー・ガレスピー・バンドに「Cubano Be Cubano Bop」を作曲。
1940年代後半、ギル・エヴァンスのアパートに先進的な若いミュージシャン達が集まり、毎日のようにディスカッションが行われていた。もちろん、チャーリー・パーカーが参加した日もあった。主要参加メンバーは、ギル・エヴァンス、マイルス・デイヴィス、マックス・ローチ、ジョン・ルイス、ジェリー・マリガン、ジョージ・ラッセルであった。このディスカッションの最中に、若きマイルス・デイヴィスとジョージ・ラッセルの間で、コードありきではなく、音楽本来の「モード」主体の考え方について、話し合いが行われた。ギル・エヴァンスとジョージ・ラッセルは互いのビッグバンドのスコアを交換する程、親交が深かった。尚、このディスカッションに参加したのは、黒人とユダヤ人である。
1951年、マイルス・デイヴィスやリー・コニッツらによるアルバム『コンセプション』において「Ezz-thetic」「Odjenar」の2曲を提供。この時点で、「ポリモード」を連想させるサウンドが展開される。1956年にアルバム『ジャズ・ワークショップ』、1959年にアルバム『ニューヨーク、N.Y.』等を吹きこむ。『ジャズ・ワークショップ』には、ビル・エヴァンス、アート・ファーマー、ミルト・ヒントン、ポール・モチアン等が参加。『ニューヨーク、N.Y.』には、ジョン・コルトレーン、ビル・エヴァンス、アート・ファーマー、ミルト・ヒントン、マックス・ローチ等が参加しており、ジョージ・ラッセルのもとでLCCを学び、より「モード」について学んでいる。その後、アルバム『カインド・オブ・ブルー』の吹き込みが行われている。
1958年、MJQのジョン・ルイスが主催するレノックス・ジャズ・スクールおいて、LCCがジョージ・ラッセルによって講義される。代表的な参加者にオーネット・コールマンがいた。1959年、ジョン・コルトレーンが吹き込んだアルバム『ジャイアント・ステップス』において、使用された「コルトレーン・チェンジズ」なる展開を用いた代表曲「Giant Steps」「Countdown」等の発想は、ジョン・コルトレーンがジョージ・ラッセルのもとに通い、話し合いながら、彼独自のサウンド・チェンジを作り出した。ビル・エヴァンスとの深い関わりから、同じマンハッタン音楽院出身のハービー・ハンコック、リッチー・バイラークとも関わり、1970年代は、ヨーロッパに渡り、ECMを代表するアーティスト、ヤン・ガルバレク等とも関わっていく。
その後、アメリカに戻り、ニューイングランド音楽院の教授に就任。その他、ジョージ・ラッセルとの深い関わりのあったアーティストに、エリック・ドルフィー、ウェイン・ショーター、チック・コリア、ブレッカー・ブラザーズ、ジム・ベアード、ボストン、スティーリー・ダン、デヴィッド・ベイカー（インディアナ州立大学、ジャズ科教授）等がいる。
ジョージ・ラッセルと深い関わりのある日本人には、武満徹、タイガー大越、布施明仁、田野城寿男、藤原大輔がいる。

## 概念の特徴
12音の世界から、基本となる12ｘ12＝144のインターバルパターンを基に、そこからの派生モード（スケール）ｘトニック12音という膨大な音宇宙を確認、提示している。代表的な概念に、ポリモードを発想させ、分析解説する手段としての「リディアントニック概念」、サウンドを発展させる術としての「音階度数転調」がある。
縦ならコード、横ならモードという考えはラッセル・オリジナルの考えではなく、その源流はアレクサンドル・スクリャービンまでさかのぼることができるといわれる。イーゴリ・ストラヴィンスキーのポリコードもラッセルの考えに近似しているため、ラッセルのコンセプト自体がロシア和声の核であるという指摘をする音楽学者も多い。
これはロシア革命で職を追われたロシア人音楽家が、アメリカで就職しアメリカ人に和声を教えたときから始まったといわれている。事の真偽はさておき、革命後に一気にフランス近代の和声学がナディア・ブーランジェによってもたらされ、これをもとにウォルター・ピストンが和声法を執筆。ブーランジェとかかわりの深かったイーゴリ・ストラヴィンスキーがアメリカへ脱出して活動していることからも、この説は信憑性が極めて高い。

## 備考
- この本の初版はわずか80ページであり、その後改訂を重ねて250ページ以上の分厚い参考書と化したが、最もセンスの良い説明ができているのは初版だけといわれている。
- ATNは日本語版の出版に際して初版を参考にして翻訳している。